# Силлитоу, Алан
Алан Силлитоу (англ. Alan Sillitoe; 4 марта 1928, Ноттингем — 25 апреля 2010, Лондон) — английский поэт и прозаик.

## Биография
Силлитоу родился в Ноттингеме у родителей из бедной рабочей семьи, отца звали Кристофером, а мать Сабиной. Как и антигерой его вышедшего в 1958 г. первого романа «В субботу вечером, в воскресенье утром» (англ. Saturday Night and Sunday Morning) Артур Ситон, отец писателя работал на велосипедной фабрике. Его отец был невежественный и грубый человек, который часто менял места работы, из-за этого его семья часто голодала.
Алан с 14 лет был вынужден оставить школу и работать на фабрике, параллельно занимаясь самообразованием и много читая. На фоне Второй мировой войны вступил в Военно-воздушный учебный корпус, однако когда был принят в Королевские военно-воздушные силы, уже не успел принять участия в боевых действиях. Служил в Малайе во время антибританского восстания. Вернувшись в Великобританию, планировал перевестись в Королевские военно-воздушные силы Канады, однако у него был обнаружен туберкулёз. Он провёл 16 месяцев в госпитале ВВС и затем ещё 7 лет в Испании и Франции.
Алан был близок к группе рассерженных молодых людей, к которым его часто причисляли (впрочем, сам Силлитоу отказывался от такой характеристики) Посвятил многие произведения судьбам британских рабочих. Не раз приезжал в СССР, но после 1968, когда в своем выступлении на съезде советских писателей высказался о нарушении прав человека в Советском Союзе, стал персоной нон грата. Оставил несколько мемуарных книг, в том числе — о поездках в СССР (Овод в России, 2007).
Был женат на поэтессе Рут Фейнлайт с 1959 года.

## Экранизации
Ряд произведений Силлитоу были экранизированы (Карелом Рейшем, Тони Ричардсоном, Ральфом Нельсоном), фильмы имели значительный успех. Сценарий ленты «В субботу вечером, в воскресенье утром», написанный Силлитоу, был номинирован на премию БАФТА.

## Публикации на русском языке
- Одинокий бегун. Рассказы. М.: Молодая гвардия, 1963.
- Ключ от двери. М.: Прогресс, 1964. (На англ. яз.: Allan Sillitoe. Key to the door. Moscow: Progress Publishers, 1969)
- Дочь старьёвщика // Современная английская новелла / Сост. В. Скороденко, Д. Шестаков. М.: Прогресс, 1969. С. 391—418.
- Начало пути. М.: Пресса, 1994.
- Бунтари и бродяги. Ростов-на-Дону: Феникс, 2000. ISBN 5-222-01315-4
- Одиночество бегуна на длинные дистанции. М.: Изд-во АСТ, 2016. ISBN 978-5-17-092793-7
- В субботу вечером, в воскресенье утром: роман. М.: Изд-во АСТ, 2018. Серия «XX век/XXI век — The Best» ISBN 978-5-17-093395-2